# لنز سیگما ۱۲–۲۴میلی‌متر اف۴٫۵–۵٫۶
لنز سیگما ۱۲–۲۴میلی‌متر اف۴٫۵–۵٫۶ (به انگلیسی: Sigma 12-24mm F4.5-5.6 lens) نام لنز دوربین عکاسی از نوع زوم است که توسط شرکت سیگما تولید می‌شود. فاصلهٔ کانونی این لنز ۱۲ تا ۲۴ میلی‌متر، دیافراگم آن دارای ۶ تیغه و ضریب اف آن اف ۴٫۵ تا اف ۲۲ است. این لنز در ۲۰۰۹ میلادی تولید و عرضه شده‌است.